# Réserve naturelle nationale de Roque-Haute
La réserve naturelle nationale de Roque-Haute (RNN25) est une réserve naturelle nationale dans la région Occitanie. Créée en 1975 pour une superficie de 155 hectares sur le site d'un ancien volcan, elle protège un ensemble de mares temporaires (plus de 200) qui sont apparues après l'abandon d'une carrière de basalte.

## Localisation

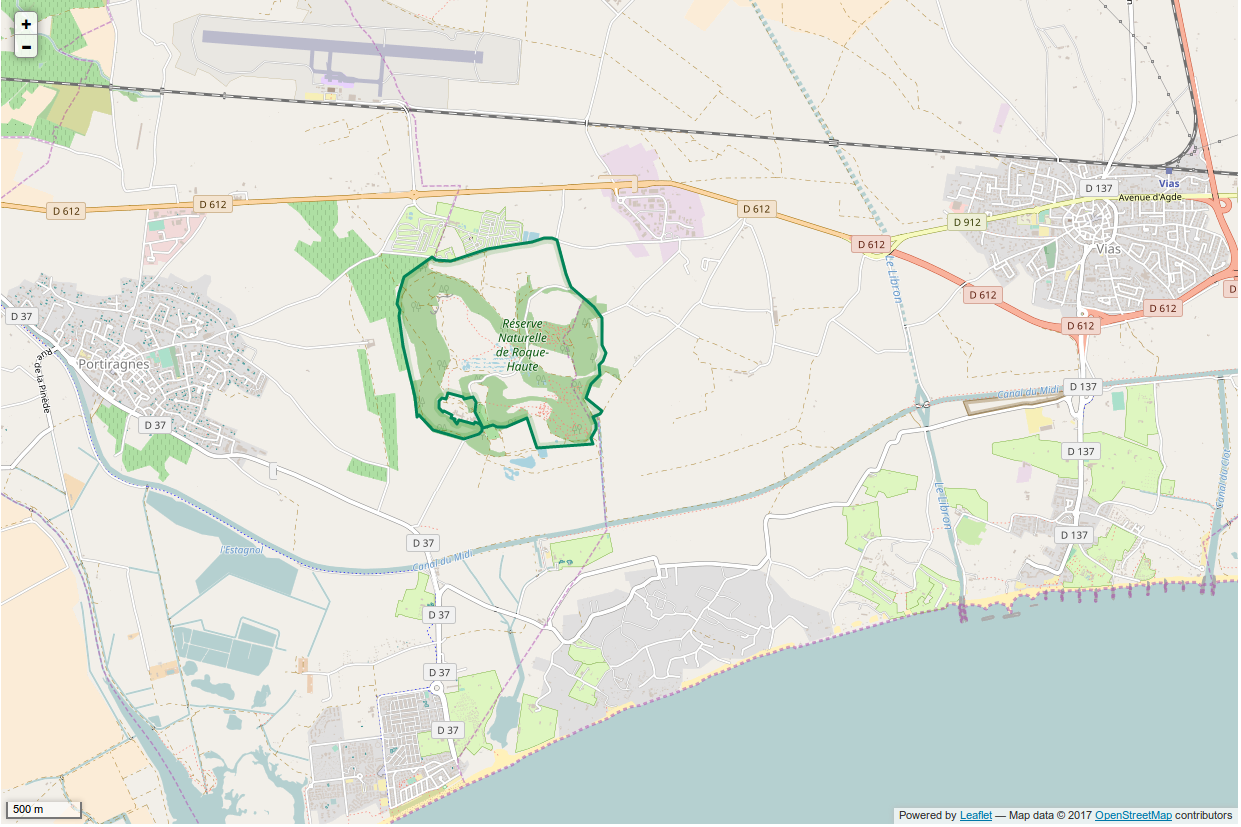
Périmètre de la réserve naturelle.

La réserve naturelle se trouve en Occitanie dans l'Hérault sur les communes de Portiragnes et Vias à l'est de Béziers et à 3 km du littoral. Elle se situe sur une colline de 40 mètres d'altitude moyenne, formée du cône d'un ancien volcan et d'un plateau basaltique.
La réserve naturelle ne doit pas être confondue avec le gisement d'œufs de dinosaure de Roques-Hautes dans les Bouches-du-Rhône.

## Histoire du site et de la réserve
Sur le territoire de Portiragnes, le volcan de Roque-Haute est l’un des plus méridionaux d’une série volcans alignés grossièrement nord-sud (partant du nord-de Millau jusqu’à une dizaine de kilomètres en mer au Sud du Cap d’Agde) qui deviennent de plus « jeunes » au fur et à mesure qu’on s’avance vers le Sud. De type strombolien – donc au volcanisme explosif, projectif – le volcan de la Roque-Haute serait le plus jeune volcan du Languedoc, actif il y a « seulement » -0,56 million d’années (bien que d’autres proposent -0,8 ou -0,64 ma). Sa faible taille (il n’est qu’une modeste colline) indiquerait que ses éruptions ont peu duré (quelques jours ou semaines) et ont été peu productives. Manifestations secondaires du « Point chaud » sous le Massif Central ou des étirements des rivages méditerranéens ? L’origine de ces volcans du Bas-Languedoc fait encore débat.
L'idée de la réserve naturelle est née dans les années 1960 avec l'époque des grandes urbanisations et des constructions de centres de loisirs. Le site est classé en Zone Biologique Protégée le 24 mars 1964, sous la pression des scientifiques qui visitent ce site depuis 1876.

## Écologie (biodiversité, intérêt écopaysager…)

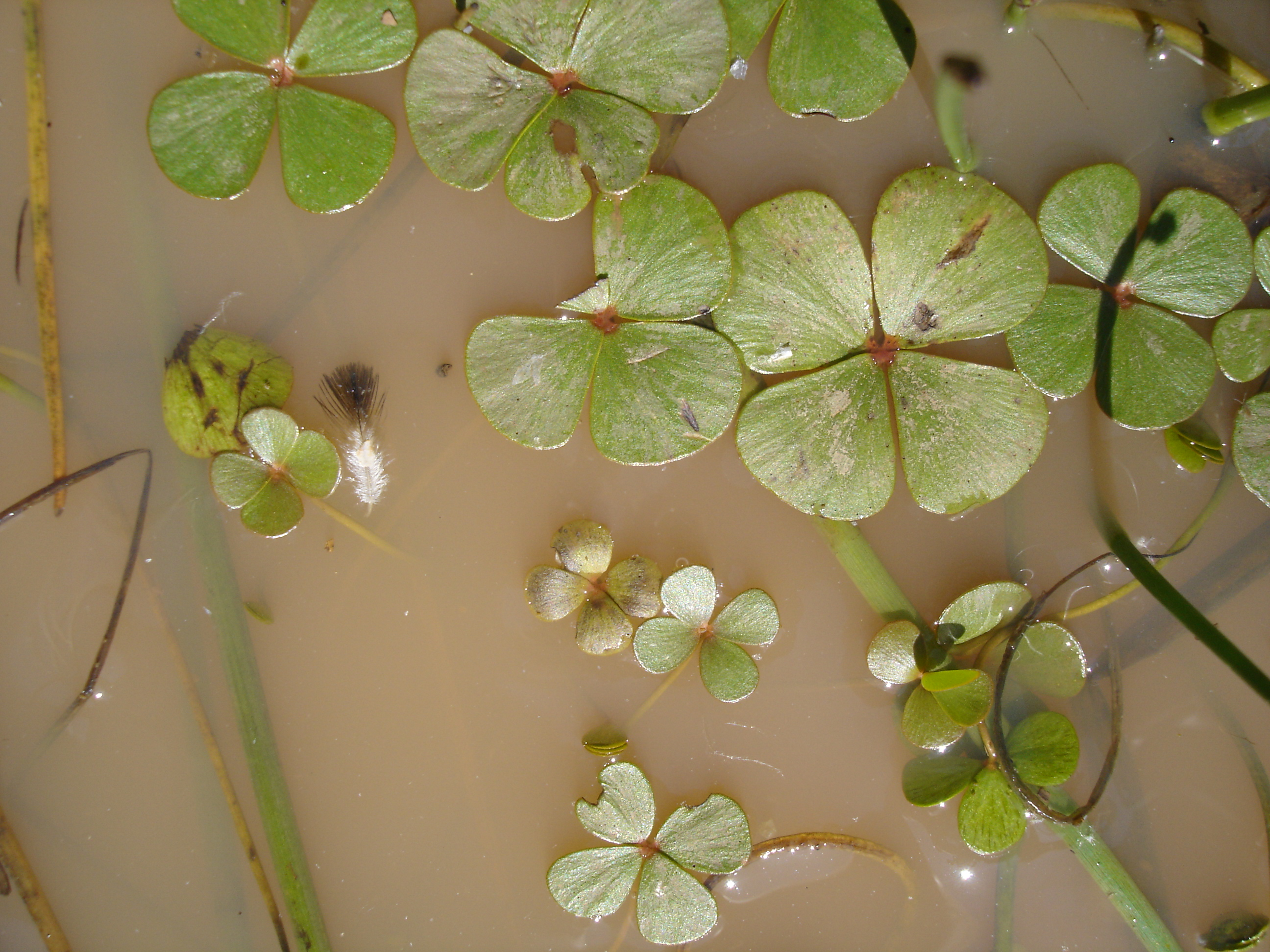
Fougère d'eau à poils rudes

Le plateau basaltique est creusé de plus de 200 mares temporaires qui abritent une végétation remarquable comme la Fougère à poils rudes. 

### Flore

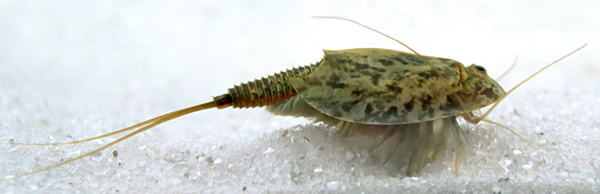
Triops cancriforme

On trouve sur le site plus de 400 espèces végétales. Des espèces vulnérables en France et protégées au niveau national y trouvent leur unique station française comme la rare Fougère à poils rudes et l'Isoète grêle, deux espèces des mares temporaires.

### Faune
La faune protégée de la réserve naturelle est essentiellement liée aux mares temporaires. La réserve préserve près de 60 espèces de vertébrés (amphibiens, reptiles, oiseaux et mammifères) et plus de 300 espèces d'invertébrés aquatiques. Peu d'invertébrés ont un statut de protection.

## Intérêt touristique et pédagogique
L'accès au site est réglementé. La réserve naturelle n'est pas accessible au public.

## Administration, plan de gestion, règlement

### Outils et statut juridique
La réserve naturelle a été créée par un décret du 9 décembre 1975. Elle a ensuite été modifiée par un décret du 23 juillet 1998.